# 서호철 (야구 선수)
서호철(徐浩喆, 1996년 10월 16일 ~ )은 KBO 리그 NC 다이노스의 내야수이다.

## 한국 프로야구 시절

### NC 다이노스시절
2019년에 입단하였다. 2020년 5월 31일 삼성전에 출전하며 데뷔 첫 경기를 치렀고, 경기에서 6타수 무안타를 기록했다.

### 상무 야구단시절
2020년에 입단하였다. 2021년에 퓨처스리그에서 76경기에 출전해 타율 0.388, 6홈런, 56타점, 11도루를 기록하며 남부리그 타격상을 수상했다.

### NC 다이노스복귀
2021년에 복귀했다.

### 2022년 시즌
89경기 출장해 40안타(2홈런) 26득점 14타점 타율 0.205 출루율 0.265 장타율 0.277을 기록했다.
2022년 시즌 종료 후 호주 질롱코리아에서 잠시 뛰었다.

#### 2023년 시즌
주전 3루수로 출장했다.
부상에 많이 시달려 규정 타석을 채우지 못했다. 4월 SSG 랜더스와의 경기에서 서진용의 공에 머리를 맞았고, 9월 두산 베어스와의 경기에서 김강률의 공에 얼굴을 맞아 코뼈가 부러졌다. 시즌 막판에는 발목 인대 부상을 당했다.
시즌 114경기에 출장해 114안타(5홈런), 50득점, 41타점, 타율 0.287, 장타율 0.383, 출루율 0.331을 기록했다. 전반기 한때 타격 1위를 달성하면서 주목 받았다.

##### 와일드카드 결정전
10월 19일 두산 베어스와의 경기에서 역전 만루 홈런, 2타점 2루타 등 6타점을 기록했다. 6타점은 역대 와일드카드 결정전 최다 타점 기록이었다. 이 활약으로 와일드카드 결정전 MVP로 선정됐다.
- 기록

| 타율  | 경기 | 타수 | 득점 | 안타 | 2루타 | 3루타 | 홈런 | 루타 | 타점 | 도루 | 도실 | 볼넷 | 사구 | 삼진 | 병살 | 장타율 | 출루율 | 실책 |
| ----- | ---- | ---- | ---- | ---- | ----- | ----- | ---- | ---- | ---- | ---- | ---- | ---- | ---- | ---- | ---- | ------ | ------ | ---- |
| 0.750 | 1    | 4    | 2    | 3    | 1     | 0     | 1    | 7    | 6    | 0    | 0    | 1    | 0    | 1    | 0    | 1.750  | 0.800  | 0    |

##### 준플레이오프
SSG 랜더스와의 경기에서 10타수 4안타, 3타점을 기록했다.
- 기록

| 타율  | 경기 | 타수 | 득점 | 안타 | 2루타 | 3루타 | 홈런 | 루타 | 타점 | 도루 | 도실 | 볼넷 | 사구 | 삼진 | 병살 | 장타율 | 출루율 | 실책 |
| ----- | ---- | ---- | ---- | ---- | ----- | ----- | ---- | ---- | ---- | ---- | ---- | ---- | ---- | ---- | ---- | ------ | ------ | ---- |
| 0.400 | 3    | 10   | 0    | 4    | 1     | 0     | 0    | 5    | 3    | 0    | 0    | 1    | 0    | 2    | 0    | 0.500  | 0.417  | 0    |

##### 플레이오프
kt 위즈와의 경기에서 18타수 1안타로 부진했다.
- 기록

| 타율  | 경기 | 타수 | 득점 | 안타 | 2루타 | 3루타 | 홈런 | 루타 | 타점 | 도루 | 도실 | 볼넷 | 사구 | 삼진 | 병살 | 장타율 | 출루율 | 실책 |
| ----- | ---- | ---- | ---- | ---- | ----- | ----- | ---- | ---- | ---- | ---- | ---- | ---- | ---- | ---- | ---- | ------ | ------ | ---- |
| 0.056 | 5    | 18   | 1    | 1    | 0     | 0     | 0    | 1    | 1    | 0    | 0    | 0    | 0    | 3    | 0    | 0.056  | 0.053  | 1    |

#### 2024년 시즌
3월 27일 키움 히어로즈와의 경기에서 김선기를 상대로 2점 홈런을 치면서 시즌 첫 홈런을 기록했다. 전반기 81경기 출장해 84안타(4홈런) 38득점 39타점 타율 0.294를 기록했다.
9월 10일 kt 위즈와의 경기에서 벤자민을 상대로 시즌 9호 1점 홈런을 기록했다. 9월 24일 두산 베어스와의 경기에서 최승용을 상대로 시즌 10호 1점 홈런을 기록했다. 데뷔 첫 10홈런을 기록했다. 후반기 60경기 출장해 62안타(6홈런) 30득점 22타점 타율 0.274를 기록했다.
2024년 시즌 141경기 출장해 146안타(10홈런) 68득점 61타점 타율 0.285 출루율 0.342 장타율 0.393을 기록했다. 수비에서는 3루수로 834이닝 2루수로 219 1/3이닝을 소화했다.

## 국가대표 경력
- 2017년 하계 유니버시아드

## 수상
- 2021년 퓨처스리그 남부리그 타격상

## 출신 학교
- 순천남산초등학교
- 순천이수중학교
- 순천효천고등학교
- 동의대학교

## 통산 기록
| 연도 | 팀명  | 타율  | 경기 | 타수 | 득점 | 안타 | 2루타 | 3루타 | 홈런 | 루타 | 타점 | 도루 | 도실 | 볼넷 | 사구 | 삼진 | 병살 | 실책 |
| ---- | ----- | ----- | ---- | ---- | ---- | ---- | ----- | ----- | ---- | ---- | ---- | ---- | ---- | ---- | ---- | ---- | ---- | ---- |
| 2020 | NC    | 0.000 | 2    | 8    | 0    | 0    | 0     | 0     | 0    | 0    | 0    | 0    | 0    | 0    | 0    | 0    | 0    | 0    |
| 2022 | NC    | 0.205 | 89   | 195  | 26   | 40   | 8     | 0     | 2    | 54   | 14   | 3    | 1    | 12   | 4    | 41   | 6    | 5    |
| 2023 | NC    | 0.287 | 114  | 397  | 50   | 114  | 17    | 3     | 5    | 152  | 41   | 4    | 5    | 20   | 8    | 51   | 9    | 14   |
| 2024 | NC    | 0.295 | 141  | 512  | 68   | 146  | 19    | 3     | 10   | 201  | 61   | 1    | 3    | 30   | 16   | 101  | 15   | 14   |
| 통산 | 4시즌 | 0.270 | 346  | 1112 | 144  | 300  | 44    | 17    | 7    | 407  | 116  | 8    | 9    | 62   | 28   | 195  | 30   | 33   |